# Jauru
Jauru là một đô thị thuộc bang Mato Grosso, Brasil. Đô thị này có diện tích 1217,48 km², dân số năm 2007 là 10760 người, mật độ 8,84 người/km².